# Metsovo
Metsovo (græsk: Μέτσοβο}; aromunsk: Aminciu) er en by i den regionale enhed Ioannina i periferien Epirus, og ligger i bjergene Pindus i det nordlige Grækenland, mellem Ioannina i vest og Meteora i øst.
Den er det største center for Arumænere (Vlach) i Grækenland, og Metsovo et stort regionalt knudepunkt for flere små landsbyer og bosættelser i Pindus-regionen, og byen har mange butikker, skoler, kontorer, tjenester, museer og gallerier. Økonomien i Metsovo er domineret af landbrug og turisme, hvoraf sidstnævnte blomstrer om vinteren.